# Major General John A. Logan
Major General John A. Logan, ou John A. Logan Memorial, est une statue équestre située à Washington, honorant le major général de la guerre de Sécession et homme politique John Alexander Logan.
Elle se trouve au centre du Logan Circle (en) et se compose d'une sculpture en bronze créée par Franklin Simmons (en) posée sur un socle.
Le monument est une propriété contributrice à un district historique : l'ensemble des Monuments de la guerre de Sécession à Washington.

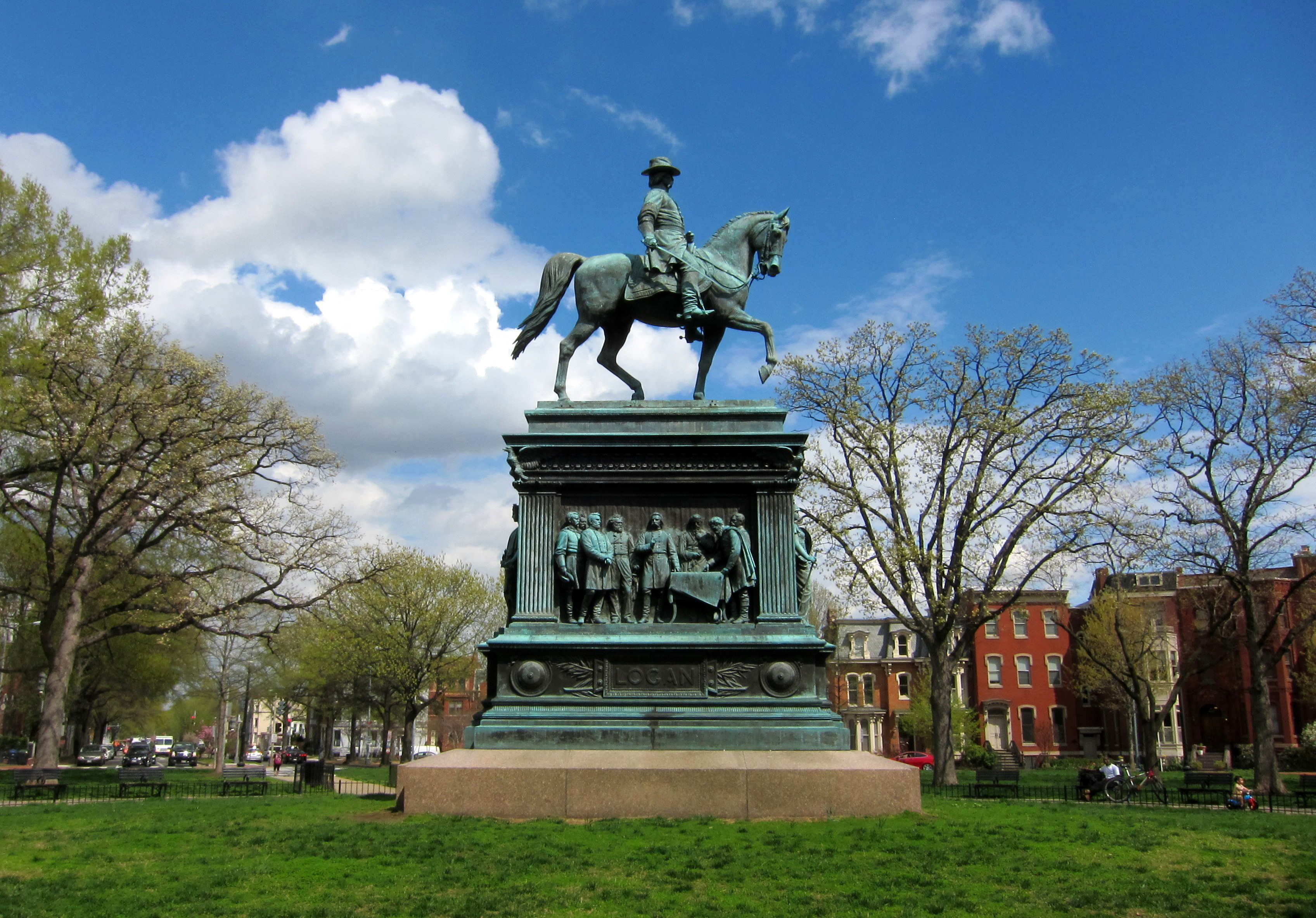
Major General John A. Logan.